# Зброжек, Оксана Станиславовна
Оксана Станиславовна Зброжек (род. 12 января 1978 года, СССР) — российская легкоатлетка, Чемпионка и серебряный призёр Чемпионата Европы в помещении 2007 и 2009, неоднократная чемпионка и призёр России.

## Спортивная карьера
Воспитанница Заслуженного тренера СССР Я. И. Ельянова.

## Личные результаты
| Дистанция | Время   | Дата       |
| --------- | ------- | ---------- |
| 400 м     | 55,56   | 31.01.2005 |
| 800 м     | 1:58.06 | 31.07.2004 |
| 1000 м    | 2.32,21 | 28.01.2007 |
| 1500 м    | 4.00,86 | 26.07.2009 |
| 1 миля    | 4.33,73 | 15.06.2005 |